# Jean Yanne
Jean Yanne, właśc. Jean Roger Gouyé (ur. 18 lipca 1933 w Les Lilas, zm. 23 maja 2003 w Morsains) – francuski aktor, reżyser, scenarzysta, kompozytor i producent filmowy.
Często pracował z reżyserem Claude’em Chabrolem. Laureat nagrody aktorskiej na 25. MFF w Cannes za kreację w filmie Nie zestarzejemy się razem (1972) Maurice’a Pialata. Nominowany do Cezara za rolę drugoplanową w filmie Indochiny (1992) Régisa Wargniera.
Zmarł 23 maja 2003 w Morsains w wieku 69 lat na zawał serca.

## Wybrana filmografia
- 1978: Ty mnie trzymasz, ja cię trzymam za bródkę jako inspektor Chodaque
- 1991: Pani Bovary jako aptekarz Homais
- 1992: Indochiny jako Guy Asselin
- 1995: Huzar jako roznosiciel
- 1995: Zwycięstwo jako pan Schomberg
- 1996: Désiré jako Corniche
- 1996: Zuchwały Beaumarchais jako Louis Goezman
- 2001: Braterstwo wilków jako le Comte de Morangias
- 2001: Le temps perdu (TV) jako stary